# Siłownik pneumatyczny

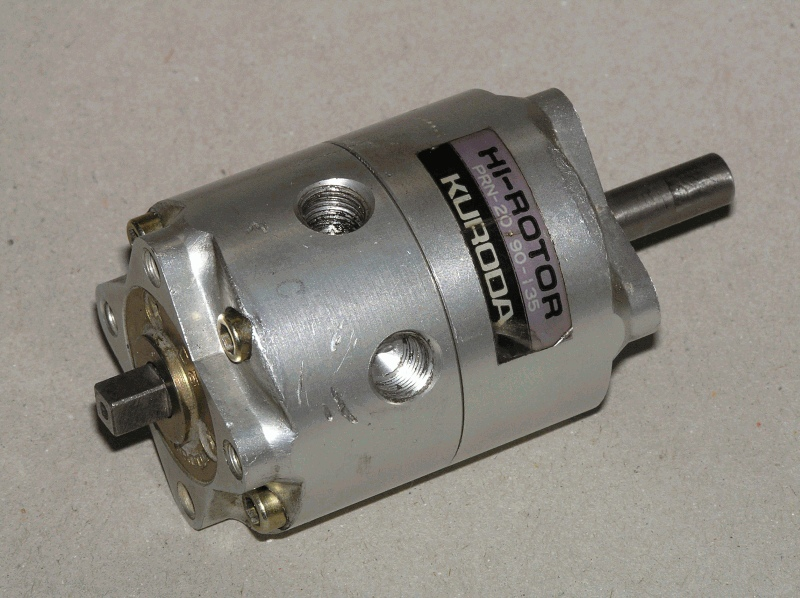
Obrotowy siłownik pneumatyczny

Siłownik pneumatyczny – urządzenie mechaniczne, które do wytworzenia siły wykorzystuje energię sprężonego gazu, co pozwala na użycie go jako elementu wykonawczego do wprawienia w ruch elementów maszyn. Siłowniki pneumatyczne dzięki zastosowaniu w nich czystego medium, jakim jest powietrze, generują znacznie mniejsze zanieczyszczenia niż elementy hydrauliczne, ale większe niż elektryczne silniki liniowe.

## Elementy typowego siłownika pneumatycznego
- tuleja cylindrowa
- pokrywa przednia
- pokrywa tylna
- tłok
- pierścień uszczelniający połączenie ruchowe tłoka
- tłoczysko
- tuleja prowadząca
- pierścień uszczelniający umieszczony w pokrywie przedniej
- pierścień zgarniający[1]

## Podział siłowników pneumatycznych
Chociaż cylindry pneumatyczne różnią się wyglądem, rozmiarem i funkcją, ogólnie należą one do jednej z określonych kategorii pokazanych poniżej. Istnieje jednak wiele innych rodzajów cylindrów pneumatycznych, z których wiele zaprojektowano tak, aby spełniały określone i specjalistyczne funkcje.
Podstawowe parametry techniczne opisujące siłowniki pneumatyczne:
- średnica siłownika pneumatycznego: od 8 do 320 mm (większe średnice traktowane są jako nietypowe)
- zakres skoków roboczych od 1mm do ok. 3000 mm (ze względu na dostępność tulei)
- siły użyteczne przy zasilaniu standardowym ciśnieniem 0,63MPa od 5 daN do 5000 daN
- zakres ciśnień pracy od 0,05 MPa do 1,6 MPa
- zakres temperatur pracy od -20 do +180 °C (w zależności od zastosowanych uszczelnień)
- czynnik roboczy – sprężone powietrze oczyszczone do wartości min. 40 μm, smarowane mgłą olejową lub powietrze oczyszczone niesmarowane (wymaga dokładniejszej filtracji ok. 20 μm)[2]

W zależności od budowy siłowniki dzieli się ze względu na:
Rodzaj ruchu roboczego
- liniowe
  - jednostronnego działania – w siłownikach jednostronnego działania, czynnik roboczy – jakim jest powietrze – zastępujemy za pomocą sprężyny. Tłok przesuwany jest za pomocą sprężonego powietrza w kierunku występowania większego obciążenia. W przypadku braku obciążeń w przeciwną stronę sprężyna powoduje powrót tłoczyska do pierwotnej pozycji. Dzięki takiemu zabiegowi możemy zużywać mniej powietrza, co przekłada się na mniejsze zapotrzebowanie na energię elektryczną, a ponadto powoduje mniejsze obciążenie sprężarki[5]
  - dwustronnego działania – najbardziej popularnymi produktami stosowanymi w większości aplikacji są siłowniki dwustronnego działania. W siłownikach tego typu, powietrze doprowadzane jest na zmianę do jednej i drugiej komory, przy równoczesnym odpowietrzaniu przeciwległych komór cylindra. Doprowadzone sprężone powietrze działa ciśnieniem na tłok, co skutkuje wysunięciem tłoczyska. Następnie, w celu schowania elementu wykonawczego, powietrze doprowadzane jest z drugiej strony siłownika[5].
- kątowe
- krzywoliniowe

Rodzaj elementu roboczego
- tłokowe – to najbardziej popularny produkt spośród siłowników pneumatycznych wykorzystywany w wielu gałęziach przemysłu. Stosuje się go do podnoszenia, przesuwania, obracania, czy też cięcia elementów.
- nurnikowe
- membranowe
- mieszkowe
- workowe i dętkowe

Występowanie tłoczyska
- tłoczyskowe – elementem wykonawczym jest tłoczysko siłownika
- beztłoczyskowe – elementem wykonawczym jest wózek.

## Zastosowanie siłowników pneumatycznych
Najczęstsze przeznaczenie tego rodzaju siłowników to przemysł, ale mają również zastosowanie poza halami produkcyjnymi, np. w urządzeniach używanych przez strażaków, jak przecinaki czy rozwieraki. Spotkamy je w autach, gdzie służą do otwierania klap i drzwi, a w samochodach ciężarowych służą do wprawiania w ruch platform rozładunkowych. Urządzenia wykorzystujące siłowniki pneumatyczne są również w domach, jak meble, np. fotele biurowe czy drzwiczki w szafkach oraz siłowniki przy drzwiach. Właściciele prywatnych domów znajdą je w automatycznych bramach wjazdowych.

## Zalety siłowników pneumatycznych
Zaletą siłowników pneumatycznych jest to, że są stosunkowo proste w budowie i obsłudze. Czynnik napędzający, czyli sprężone powietrze, jest łatwo dostępny w każdym miejscu. Stąd ich zastosowanie tam, gdzie nie można użyć siłowników elektrycznych ze względu na brak doprowadzonej energii elektrycznej.
Siłowniki pneumatyczne charakteryzuje wysoki poziom odporności na działanie wysokich i niskich temperatur. Są one również odporne na pracę w warunkach, w których panuje wilgoć. Siłowniki pneumatyczne cechuje również wysoki poziom bezpieczeństwa pozwalający na ich zastosowanie w miejscach zagrożonych wybuchem.
Do zalet siłowników pneumatycznych należy też to, że mogą być w wykonane na indywidualne zamówienie według wymagań zleceniodawcy. W Polsce działa wiele firm, które oferują szeroką gamę takich siłowników różnego przeznaczenia, co powoduje, że rzadko kiedy występują problemy z ich nabyciem.
Siłowniki pneumatyczne są bardzo popularne w różnorodnych gałęziach przemysłu ze względu na powyżej wymienione zalety oraz stosunkowo niski koszt ich zakupu.

## Wady siłowników pneumatycznych
Podstawową wadą siłowników pneumatycznych są wysokie koszty eksploatacji, które uwidaczniają się w zestawieniu z alternatywnymi liniowymi silnikami elektrycznymi. Sprężone powietrze jest bowiem jednym z droższych mediów roboczych. Wynika to z dużych strat powietrza podczas jego wytwarzania w sprężarkach powietrza. Z tego powodu wymagane są częste konserwacje i kontrola wycieków oraz nieszczelności, które są trudne do wykrycia.
Siłowniki pneumatyczne mają również problem z płynnym zatrzymywaniem oraz z uzyskiwaniem dużych sił i momentów. Wynika to ze ściśliwości powietrza, która jest około 2000 razy większa niż w przypadku zastosowania oleju hydraulicznego oraz z uzyskiwania ciśnienia sprężonego powietrza od 6 do 10 barów.
Zawory rozdzielające i zawory bezpieczeństwa występujące w siłownikach pneumatycznych są bardzo hałaśliwe podczas pracy, wobec czego konieczne jest również korzystanie z tłumików niwelujących hałas.

## Normy produkcji siłowników
Większość siłowników dostępnych w sprzedaży objętych jest normą, co stwarza szereg udogodnień dla klientów. Standaryzacja powoduje bowiem łatwość w doborze mocowań oraz możliwość uniezależnienia się od jednego dostawcy, ponieważ siłowniki są w pełni zamienne. Na polskim rynku można spotkać normy takie jak:
- ISO6432 (siłowniki okrągłe o średnicach od fi 8 do fi 25 mm)
- ISO15552 (siłowniki profilowe o średnicach od fi 32 do fi 125 mm)
- ISO21287 (siłowniki kompaktowe o średnicach od fi 16 do fi 100 mm)
- UNITOP (siłowniki kompaktowe o średnicach od fi 16 do fi 100 mm)

Wymienione powyżej normy określają wymiary montażowe, które siłownik musi posiadać, aby spełniał daną normę. Brak standaryzacji w kategorii materiałowej powoduje, że siłowniki w jednej normie wytwarzane są w kilku wariantach materiałowych.